# Canton de Châteauroux-Est
Le canton de Châteauroux-Est est une ancienne division administrative française, située dans le département de l'Indre, en région Centre-Val de Loire.
À la suite du redécoupage cantonal de 2014, le canton a été supprimé en mars 2015, les communes de Châteauroux (fraction cantonale) et de Déols dépendent désormais du canton de Châteauroux-1, alors que Montierchaume dépend du canton d'Ardentes.

## Géographie
Ce canton était organisé autour de la commune de Châteauroux, dans l'arrondissement éponyme. Il se situait dans le centre du département.
Son altitude variait de 140 m (Déols) à 169 m (Montierchaume).

## Histoire
Le 15 février 1790 a été créé le « canton de Châteauroux ». En 1801,, une modification est intervenue. Ce n'est qu'en 1973 que les cantons de « Châteauroux-Centre », « Châteauroux-Est », « Châteauroux-Ouest » et « Châteauroux-Sud » ont été créés.
Il a été supprimé en mars 2015, à la suite du redécoupage cantonal de 2014.

## Administration
| Période        | Période   | Identité         | Étiquette             | Qualité |
| -------------- | --------- | ---------------- | --------------------- | --- |
| septembre 1973 | mars 1985 | Marcel Lemoine   | PCF                   | Député de l'Indre (1967-1968 et 1973-1978) Maire de Déols (1959-1977 et 1983-1989) Ancien conseiller général du canton de Châteauroux (1967-1973) Comptable |
| mars 1985      | mars 1992 | Michel Aurillac  | RPR                   | Conseiller d'État, Préfet Ministre de la Coopération (1986-1988) Député de l'Indre (1978-1981 et 1986-1988) Vice-président du conseil général de l'Indre    |
| mars 1992      | mars 2015 | Michel Blondeau, | UDF puis DVD puis UDI | Vice-président du conseil général de l'Indre Maire de Déols (1989-2020) Élu en 2015 dans le Canton de Châteauroux-1                                         |

### Résultats électoraux
- Élections cantonales de 2004 : Michel Blondeau (Divers droite) est élu au 2e tour avec 53,36 % des suffrages exprimés, devant Michel Jacquet (PS) (46,64 %). Le taux de participation est de 64,29 % (8 207 votants sur 12 766 inscrits)[3].
- Élections cantonales de 2011 : Michel Blondeau (M-NC) est élu au 2e tour avec 57,13 % des suffrages exprimés, devant Anne-Marie Gateaud (PS) (42,87 %). Le taux de participation est de 42,76 % (5 408 votants sur 12 648 inscrits)[4].

## Composition
Le canton de Châteauroux-Est était composé de deux communes entières et d'une fraction cantonale de la commune de Châteauroux.
- Châteauroux
- Déols
- Montierchaume

## Démographie

### Évolution démographique
| 1990   | 1999   | 2006   | 2012   |
| ------ | ------ | ------ | ------ |
| 17 438 | 17 356 | 17 146 | 16 495 |

### Âge de la population
La pyramide des âges, à savoir la répartition par sexe et âge de la population, du canton de Châteauroux-Est en 2009 ainsi que, comparativement, celle du département de l'Indre la même année sont représentées avec les graphiques ci-dessous.
La population du canton comporte 51,8 % d'hommes et 48,2 % de femmes. Elle présente en 2009 une structure par grands groupes d'âge légèrement plus âgée que celle de la France métropolitaine.
Il existe en effet 92 jeunes de moins de 20 ans pour cent personnes de plus de 60 ans, soit un indice de jeunesse de 0,92, alors que pour la France cet indice est de 1,06. L'indice de jeunesse du canton est par contre supérieur à celui  du département (0,67) et inférieur à celui de la région (0,95).
| Hommes | Classe d’âge | Femmes |
| ------ | ------------ | ------ |
| 0,2    | 90 ans ou +  | 0,9    |
| 6,2    | 75 à 89 ans  | 9,2    |
| 15,4   | 60 à 74 ans  | 16,9   |
| 19,8   | 45 à 59 ans  | 22,4   |
| 19,0   | 30 à 44 ans  | 19,0   |
| 22,4   | 15 à 29 ans  | 14,4   |
| 17,0   | 0 à 14 ans   | 17,2   |

| Hommes | Classe d’âge | Femmes |
| ------ | ------------ | ------ |
| 0,5    | 90 ans ou +  | 1,6    |
| 9,6    | 75 à 89 ans  | 13,8   |
| 17,0   | 60 à 74 ans  | 17,5   |
| 22,1   | 45 à 59 ans  | 20,6   |
| 19,2   | 30 à 44 ans  | 17,8   |
| 15,0   | 15 à 29 ans  | 13,6   |
| 16,6   | 0 à 14 ans   | 15,1   |